# قوبيون الصخور
قوبيون الصخور (الاسم العلمي: Gobius paganellus) هو نوع من أنواع الأسماك الذي يتبع جنس القوبيون من الفصيلة القوبيونية. هذه الأسماك تعتبر ساحلية، حجمها صغير وتنتشر في مياه المحيط الأطلسي الشرقية، من اسكتلندا وصولا إلى السنغال .  كما وتتواجد في البحر الأبيض المتوسط والبحر الأسود. تهاجر هذه الاسماك هجرة لسبسية عكسية (أي تسافر عبر قناة السويس من البحر الأبيض المتوسط لخليج العقبة والبحر الأحمر) . هناك تقارير غير مؤكدة التي تفي بوجود هذه الأسماك في المياه التي قبالة وحول منطقة بوانت-نوار في جمهورية الكونغو .

## الوصف
بشكل عام؛ يكون لون أسماك قوبيون الصخور أسود مع وجود بقع بيضاء، لكن من الممكن أن تقوم بتغيير لونها، يكون لون الذكور عادة أكثر سوادًا عند حراسة البيض. لا يوجد حراشف على منطقة الرقبة، ويتواجد خط لونه باهت على قمة الزعنفة الظهرية الأولى. تفتقر كلتا الزعانف الظهرية لهذه الاسماك إلى البقع السوداء على حوافها في المناطق الامامية. يمكن أن يصل طول هذا النوع من أسماك القوبيون إلى حوالي 12 سنتيمتر (4.7 بوصة) كطول كلي (TL) (يستعمل مصطلح TL بمعنى 'طول كلي' باللغة الإنجليزية). من المعروف عن هذه الاسماك أنها تعيش لمدة تصل إلى ما يقارب العشر سنوات.

## موائله وتوزيعه

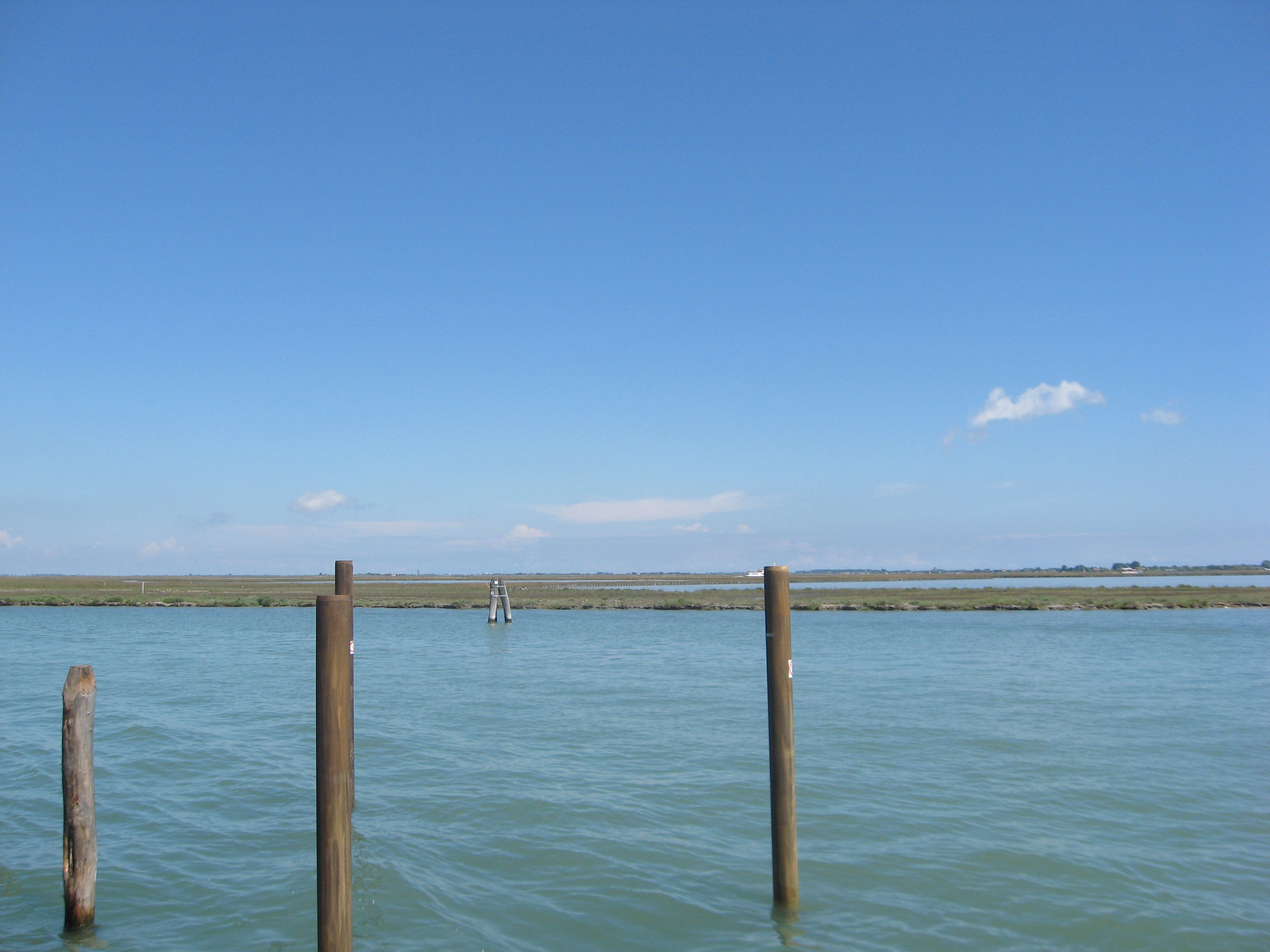
ماساريول، بحيرة فينيسية تم التقاطها من جزيرة بورانو

تتواجد أسماك قوبيون الصخور في مياه شرق المحيط الأطلسي المعتدلة وفي البحر الأبيض المتوسط. يمتد مدى تواجدها من غرب اسكتلندا جنوبًا إلى جزر الأزور والسنغال، كما وتتواجد في معظم مناطق البحر الأبيض المتوسط والبحر الأسود. في بعض الأحيان؛ تقوم هذه الأسماك بالهجرة عبر قناة السويس إلى البحر الأحمر وخليج العقبة. تفضل أسماك قوبيون الصخر مناطق قاع البحر الصخرية في العمق الأقل من المستوى الادنى للمياه عند المد، على الرغم من أنه يمكن العثور على هذه الأسماك في أحواض برك المد (تدعى ايضا برك الصخور) الكبيرة في فترة فصل الصيف. قد تعيش هذه الأسماك أيضًا في المياه العذبة أو المياه المسوسة (المياه المائله للملوحة).. تتواجد هذه الاسماك في اعماق المياه التي تتراوح ما بين 0–15 متر (0–49 قدم) .

## السلوك
تتغذى أسماك قوبيون الصخور على السلطعون وأنواع مزدوجات الأرجل الصغيرة، وعلى كثيرات الأشعار، اليرقات والأسماك التي تعتبرها صغيرة الحجم. ويشمل النظام الغذائي للأسماك الصغيرة واليانعة من هذه الأنواع؛ كالانوس  ، مجذافيات الأرجل ،والسوس . 

## التكاثر
تتكاثر أسماك قوبيون الصخور في فترة الربيع. حيث تقوم بالتعشيش في المناطق الصخرية بالقرب من المساحات التي يتجمع ويتحشد بها طحلب الكلب، تقوم الأنثى بوضع مجموعة من البيوض والتي يصل عدد البيض بها إلى ما يقارب حوالي 7000 بيضة، تضع البيوض تحت الصخور والاصداف وما شابه ذلك، حيث تكون البيوض موضوعة في طبقة واحدة (طول الطبقة هو حوالي 2.5 ميليمتر)؛ أي بجانب بعضها البعض وليس فوق بعضها البعض. تقوم الذكور بحراسة مجموعة البيوض بشراسة وتكون مستعدة لاظهار العنفوانية من اجل حمايتها. يتفقس البيض بعد مدة حوالي 19 يومًا أو ما يقارب ذلك.